# Klaus Mampell
Klaus Joachim Mampell (* 1. November 1916 in Mannheim; † 2000 in Salem) war ein deutscher Genetiker und Schriftsteller. Er war ein Mitglied der Gruppe 47.

## Leben
Klaus Joachim Mampell absolvierte sein Studium der Biologie an der University of Southern California, Los Angeles und promovierte in den Fächern Genetik und Experimentelle Embryologie am California Institute of Technology in Pasadena. Anschließend war er Professor für Biologie an der University of Pennsylvania, Philadelphia. Während seiner zahlreichen Auslandsaufenthalte lebte er 20 Jahre lang in den USA, 5 Jahre in der Schweiz, ebenfalls 5 Jahre in Frankreich sowie 1 Jahr in Italien. Er machte die Bekanntschaft von Thomas Mann, mit welchem er viele Jahre Korrespondenz führte. Gastprofessuren führten ihn an die Universitäten von Oregon, California, Virginia und Mailand. Er hielt außerdem Gastvorlesungen an den Universitäten von Wisconsin, Texas, Connecticut, Princeton, Columbia, Johns Hopkins, Yale, Berkeley, Vanderbilt, Notre Dame, Zürich, Tübingen und Leiden. Zuletzt lebte er in Immenstaad am Bodensee.

## Veröffentlichungen

### Ernste Sachliteratur
- 1962: Die biologische Evolution, Sachbuch, Manz, München
- 1962: Die Entwicklung der lebenden Welt aus der Sicht der modernen Abstammungs- und Vererbungslehre, Sachbuch, Beck, München

### Heitere Sachliteratur
- 1985: Heraus mit der Sprache, Sprachglossen, Dietrich, Memmingen
- 1985: Typisch französisch - Amüsantes von unseren Nachbarn, Satiren, Herder, Freiburg
- 1987: Typisch amerikanisch - Heitere Rundreise durch die USA, Satiren, Herder, Freiburg
- 1993: Dictionnaire satirique - Von Abfall bis Zivilisation, Die Hinterfragung der Begriffe, neu gedeutet und zusammengestellt. Ein vergnügliches Lexikon, Edition Literarischer Salon, Gießen

### Belletristik
- 1952: Wohlgeboren Wolfgang Wundersam, Roman, Frankfurter Verlagsanstalt
- 1952: Blender und Söhne, Roman, Kessler, Mannheim
- 1958: Das letzte Testament, Roman, Walltor, Gießen
- 1959: Mit spitzer Feder, Erzählungen, Walltor, Gießen
- 1962: Die Geschichte des berüchtigten Zauberers Doktor Faust, aufgezeichnet von seinem Famulus Christoph Wagner: Sowie d. Doktors nachgelassene Schriften nebst e. Dokument von d. Teufels eigener Hand, Walltor, Gießen
- 1963: Wie man berühmt wird, Erzählungen, Pattloch, Aschaffenburg
- 1985: Was mir auffällt, Beobachtungen und Geschichten, Quell, Stuttgart
- 1986: Die Sternenreise, Satirischer Science-Fiction-Roman, Ullstein 2000 - Romane der Zukunft, Berlin
  - 2. Auflage: April 1998, Ullstein Taschenbuchvlg.